# Lubo (Film)
Lubo ist ein Spielfilm von Giorgio Diritti aus dem Jahr 2023 mit Franz Rogowski als Lubo Moser. Das Drehbuch basiert auf dem Roman Il Seminatore (italienisch für Der Säer) von Mario Cavatore. Die Geschichte von Lubo ist fiktiv, basiert aber auf wahren Ereignissen in der Schweiz in den 1930er-Jahren.

## Handlung
Lubo Moser ist ein Jenischer, er hat eine Frau und drei Kinder, ist ein Straßenkünstler und zieht mit seiner Familie als freier Mann umher. Im Jahr 1939 muss er seinen Militärdienst in der Schweizer Armee zur Verteidigung der Grenze leisten. Die Uniform legt er nur widerwillig an, er hofft, dass das Ganze bald vorüber sein wird.
Von seinem Cousin erfährt er, dass die Polizei seine Kinder mitgenommen hat und seine Frau getötet wurde. Lubo macht sich auf die Suche nach seinen Kindern und beschließt, seine Gene weit und breit zu verbreiten. Mit der Zeit lässt seine Wut nach, und er beginnt darüber nachzudenken, eine neue Familie zu gründen.

## Produktion und Hintergrund

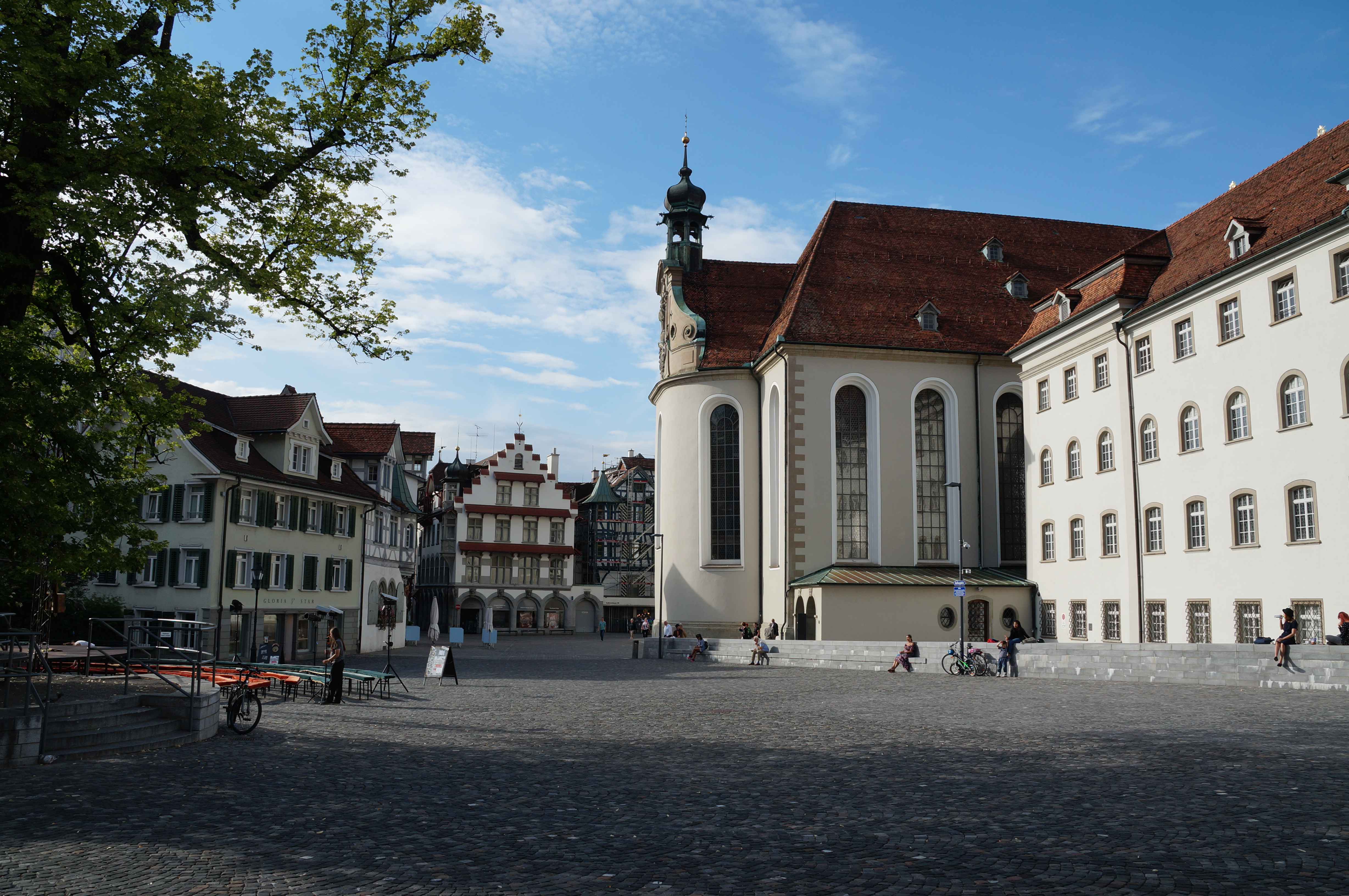
Einer der Drehorte: der Gallusplatz in der Innenstadt in St. Gallen

Die Dreharbeiten fanden vom 1. Oktober bis zum 31. Dezember 2022 in Italien und der Schweiz statt, gedreht wurde unter anderem in der Region Trentino-Südtirol, auf der Fane Alm im Valler Tal sowie im Stiftsbezirk St. Gallen.
Produziert wurde der Film von der Schweizer Hugofilm Features und der italienischen Aranciafilm, Indiana Production, Proxima Milano, Rai Cinema, Rodeo Drive, beteiligt war Radiotelevisione Svizzera. Als Produzenten fungierten Marco Cohen, Fabrizio Donvito und Benedetto Habib. Unterstützt wurde die Produktion vom Schweizer Bundesamt für Kultur, der Zürcher Filmstiftung, IDM Südtirol / Alto Adige, der Direzione Generale Cinema e Audiovisivo MiC, der Film Commission Torino Piemonte und der Trentino Film Commission.
Die Kamera führte Benjamin Maier, die Musik schrieb Marco Biscarini, die Montage verantwortete Paolo Cottignola und das Casting Chiara Moretti. Das Kostümbild gestaltete Ursula Patzak, das Szenenbild Giancarlo Basili. Die Kostüme stammten vom Lambert-Hofer-Kostümverleih.
Realer Hintergrund ist das Hilfswerk für die Kinder der Landstrasse. Das Hilfswerk nahm in der Schweiz mit Unterstützung der Stiftung Pro Juventute zwischen 1926 und 1972 dem fahrenden Volk, vor allem den jenischen Familien, ihre Kinder weg mit dem Ziel, diese umzuerziehen.

## Veröffentlichung
Premiere war im Rahmen der Internationalen Filmfestspiele von Venedig am 7. September 2023, wo der Film in den Wettbewerb um den Goldenen Löwen eingeladen wurde. Am 3. Oktober 2023 wurde der Film beim Zurich Film Festival Gala Premiere gezeigt. Der italienische Kinostart erfolgte am 9. November 2023.
Die Deutschland-Premiere ist im Spielfilmwettbewerb des Filmkunstfests Mecklenburg-Vorpommern Anfang Mai 2024 vorgesehen.

## Rezeption
Roland Meier schrieb auf outnow.ch, dass die Kritik an den Untaten des ehemaligen Pro-Juventute-Projekts «Kinder der Landstrasse» in diesem penibel ausgestatteten Historienfilm, erzählerisch ausufernd wie in einem Werk aus Bollywood, etwas untergehe und in dem schwärmerischen Melodram irgendwann komplett vergessen gehe, nur um sie zum Filmende mit holzhammerischen Soundtrack-Methoden wieder hervorzukramen.

## Auszeichnungen und Nominierungen
Internationale Filmfestspiele von Venedig 2023
- Nominierung für den Wettbewerb um den Goldenen Löwen[9]

David di Donatello 2024
- Nominierung in der Kategorie Bestes adaptiertes Drehbuch (Giorgio Diritti, Fredo Valla)